# Martin Vyskoč
Martin Vyskoč (Liptovský Mikuláš, 10 juni 1977) is een voormalig profvoetballer uit Slowakije. Hij speelde als aanvallende middenvelder voor onder meer MFK Ružomberok gedurende zijn carrière.

## Interlandcarrière
Vyskoč maakte deel uit van het Slowaaks voetbalelftal dat onder leiding van bondscoach Dušan Radolský deelnam aan het voetbaltoernooi bij de Olympische Spelen in Sydney. Daar leed de ploeg in de eerste ronde twee nederlagen, tegen achtereenvolgens Brazilië (3-1) en Japan (2-1), waarna Zuid-Afrika in het afsluitende groepsduel met 2-1 werd verslagen. Dat was niet genoeg voor een plaats in de volgende ronde.